# Meden Rudnik (Burgas)

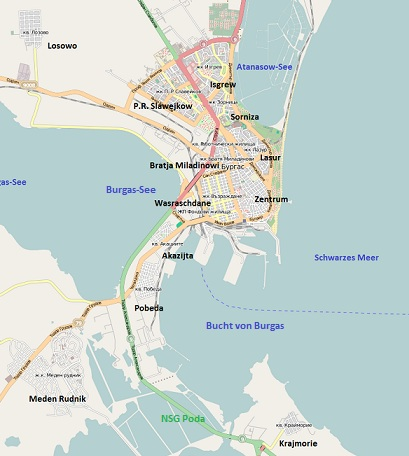
Lage von Meden Rudnik (unter links) im Stadtbereich von Burgas

Meden Rudnik (bulgarisch Меден Рудник; deutsch: „Kupfererzmine“) ist mit über 27.000 Einwohnern der größte Stadtbezirk der bulgarischen Schwarzmeerstadt Burgas. 1975 wurde das ehemalige, gleichnamige Dorf in die Stadt Burgas eingegliedert. Das Dorf ist heute ein Mikrorajon im Bezirk Meden Rudnik.
Der alte Name der Ortschaft war Kara Bair (bulg. Кара Баир, aus dem tür.: Schwarzer Gipfel).

## Lage
Der Bezirk Meden Rudnik liegt auf der Nordseite des Mandra-Sees, einer der Burgasseen. Meden Rudnik ist nur durch eine vierspurige Straße, die auf einem Damm am Ufer des Burgas-Sees und des Mandra-Sees entlangführt, mit dem übrigen Stadtkern verbunden. Durch das Viertel verläuft die Ausfallstraße nach Sredez und Elchowo.
Teile des Bezirks liegen am Südhang des Gipfels Warli brjag (209 m) in den nördlichen Ausläufern des Strandscha-Gebirges. Die Stadt wächst in Richtung der Strandscha-Gipfel Tscherni Wrach (bulg. Черни връх, zu dt. Schwarzer Gipfel; nicht zu verwechseln mit dem Tscherni Wrach im Witoschagebirge) und Schiloto (bulg. Шилото, zu dt. die Ahle).

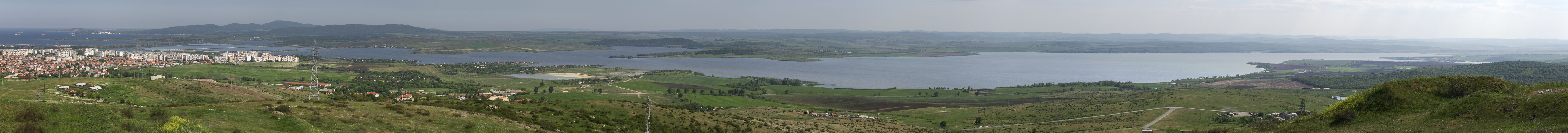
Meden Rudnik (links), der Mandra-See, das Naturschutzgebiet Usungeren und das Strandscha-Gebirge im Hintergrund.

## Geschichte
In der Antike entstand auf der Anhöhe Schiloto eine thrakische Festung, welche die nahegelegenen Kupferbergwerke bei Warli brjag und Tscherni Wrach schützte, die sich im Besitz thrakischer Fürsten befanden. Später wurde dort ein griechisch-römischer Tempel des Gottes Apollon Musagete (Apollo als Musenführer) errichtet.
Der Ort des heutigen Burgas entstand aus einer am westlichen Ufer des heutigen Mandrasees, an der Mündung des Flusses Sredecka gelegenen thrakischen Siedlung. Der Name der Siedlung Deultum (auch Develtum, Debeltum, Debeltus oder Develt) bedeutet im thrakischen „Zwischen zwei Seen (gelegen)“. Zwischen 383 und 359 v. Chr. wurde der Ort Teil des Odrysenreiches unter Kotys I. In der Antike hemmten jedoch die bedeutenderen Nachbarstädte Apollonia Pontica und Mesembria den Aufschwung der kleineren Siedlung. In der Römerzeit entstand bei Meden Rudnik das antike Colonia Flavia Deultemsium (→ Geschichte der Stadt Burgas), welches bis zur Eroberung der Region 1367/1368 durch die Osmanen existierte.
Nach der Befreiung Befreiung Bulgariens, als ein Teil der Bulgaren weiter unter osmanisch-türkischer Herrschaft blieb, entwickelte sich Burgas zu dem größten Flüchtlingszentrum Bulgariens. 1884 hatte Kara Bair 305 Einwohner. Wie weitere Stadtbezirke von Burgas (Sarafowo, Kraimorie) ist auch die Geschichte von Meden Rudnik, eng mit den bulgarischen Flüchtlingen aus den Balkankriegen 1912/13 aus Ost- und Westthrakien (thrakische Bulgaren) und Mazedonien (makedonische Bulgaren) verbunden. Zu dieser Zeit befanden sich auf dem heutigen Territorium von Meden Rudenik die Weideflächen von mehreren Großgrundbesitzern aus Burgas. 1913 ließen sich hier die weitere 10 bis 12 Flüchtlingsfamilien ohne Genehmigung nieder. Nach mehreren erfolglosen Versuchen seitens der Stadt und der Großgrundbesitzer die Flüchtlinge, deren Anzahl wuchs, zu vertreiben wurde das Lager 1920 zur Ortschaft (Machalla) und wurde unter dem Namen Kara Bair anerkannt.
1931 wurde die Machala in Rudnik umbenannt. 1934 wurde die Machale zum Dorf anerkannt und in Meden Rudnik umbenannt. 1975 wurde das Dorf, als Bezirk in die Stadt Burgas integriert. Der von den bulgarischen Kommunisten betriebene Kollektivismus der Landwirtschaft und die staatlich verordnete Planwirtschaft, welche die Industrialisierung von Burgas vorantrieb, waren maßgebend für das Bevölkerungswachstum in Meden Rudnik verantwortlich. In der Nähe des Dorfes entstand in den darauffolgenden Jahren eine Trabantenstadt.
Heute gibt es im Bezirk 4 Grundschulen und ein technisches Berufsgymnasium. Der Bezirk ist in 5 Zonen eingeteilt, die mit den ersten kyrillischen buchstaben bezeichnet sind: А (A), Б (dt.: B), В (dt.: W), Г (dt. G) und Д (dt. D). In der Zone Д sowie im ehemaligen Dorf überwiegen niedrigere Bauten.
2009 wurde die Sporthalle Nikola Stantschew eröffnet.

## Sehenswürdigkeiten
- Die archäologische Stätte Debeltus, welche sich westlich von Meden Rudnik befinden wurde vom bulgarischen Staat mit dem Europäischen Kulturerbe-Siegel ausgezeichnet.
- Der Erdwall Erkesija, welcher vom heutigen Burgas bis Simeonowgrad am Fluss Mariza inmitten der Thrakien-Ebene reichte und über einer Länge von über 140 km im Mittelalter die Grenze zwischen dem bulgarischen und dem byzantinischen Reich sicherte.